# Birger Halvorsen
Birger Halvorsen (Noruega, 19 de febrero de 1905-7 de septiembre de 1976) fue un atleta noruego especializado en la prueba de salto de altura, en la que consiguió ser subcampeón europeo en 1938.

## Carrera deportiva
En el Campeonato Europeo de Atletismo de 1934 ganó la medalla de plata en el salto de altura, con un salto de 1.97 metros, siendo superado por el finlandés Kalevi Kotkas (oro con 2.00 metros) y por delante del también finlandés Veikko Peräsalo (bronce también con 1.97 metros pero en más intentos).